# Comtat d'Avranches
El comtat d'Avranches fou una jurisdicció feudal de Normandia a França amb capital inicial a Avranches i després a Mortain.
Sota els merovingis i carolingis l'Avranchin, la regió d'Avranches, tenia un bisbe, i com totes les ciutats que tenien bisbe un comte funcionari era designat per la justícia civil i criminal encara que de vegades s'ocupava el mateix bisbe d'aquestes funcions. La situació és desconeguda perquè els noms dels bibes són incerts i amb les invasions normandes de la meitat del segle ix, la regió va passar als bretons i no es van nomenar més bisbes i lògicament tampoc comtes; religiosament hauria passat a dependre de la diòcesi de Dol (Bretanya).
No se sap que va passar a la regió durant la segona meitat del segle ix i quasi tot el segle x. El 990 un bisbe normand de nom Norgord, fou nomenat a Avranches, instal·lat pel duc Ricard I de Normandia. Pel mateix temps el duc va nomenar un comte per l'Avranchin de nom Robert; les terres que aquesta va ocupar, usurpar o cedir estaven situades a la zona costanera entre la badia de Mont-Saint-Michel i la comarca de Mortain (Mortainais); la seva actuació està documentada entre 1015 i 1025 encara que sembla que era comte un temps abans; a la primera carta on apareix, datada el 1015, donava als monjos de Mont-Saint-Michel una propietat de nom Thesiacum (modern llogaret de Tissey a la comuna de Dragey) i s'esmenten les seves dues dones, la difunta Bellehilda i l'esposa viva Ascelina, i els seus tres fills, Guillem, Robert i Ricard. Precisament fou aquest darrer qui va succeir al seu pare com a comte d'Avranches; la carta la subscrivia també el bisbe Norgod i una sèrie de testimonis: Geraldus, Radulfus, Erembertus, Gauterius, Petrus, Niellus, Drogo, Hasgerius, Griphus, Garmundus, Hutbertus, Gosfridus, Osmundus i Rainaldus.
Al comte Robert el va succeir a la seva mort el seu fill Ricard. Aquest va tenir dificultats amb el duc que el va obligar a exiliar-se a l'estil nòrdic, per haver usurpat dos dominis de l'abadia de Saint-Benoît-sur-Loire. La successió va passar al cosí de Ricard, Guillem Guerlenc. Després de la batalla de Val-ès-Dunes, el 1047, Guillem el Bastard (després Guillem el conqueridor) va transferir la seu del comtat d'Avranches a Mortain; sembla que el duc temia (segurament amb raó) que els comtes feien prevaldre els seus interessos pel damunt dels del duc i el ducat, i es tractava d'evitar que Avranches acabés esdevenint un principat que competís amb Normandia. Avranches va esdevenir vescomtat però Guillem encara va conservar el títol comtal a Mortain fins vers el 1050 quan Guillem també fou desterrat, i es va nomenar un nou comte, el germanastre de Guillem, conegut com a Robert de Mortain. Finalment vers el 1055 aquest càrrec fou suprimit i la família Goz que governava la regió de l'Avranchin, va rebre tot el territori amb el modest títol de vescomtes d'Avranches que sembla que ja portaven.
Vegeu: Vescomtat d'Avranches

## Llista de comtes
- Robert I després de 1090-vers 1025
- Ricard (fill) vers 1025-1035
- Guillem Guerlenc (cosí) vers 1035-1050 (vers 1047-1050 comte d'Avranches a Mortain)
- Robert de Mortain (Robert II) 1050-1055, comte d'Avranches a Mortain